# Laomarex
Laomarex is een geslacht van weekdieren uit de klasse van de Gastropoda (slakken).

## Soorten
- Laomarex minuta (N. Gardner, 1967)
- Laomarex regia (N. Gardner, 1968)
- Laomarex sericea Powell, 1948